# 5080 Oja
5080 Oja eller 1976 EB är en asteroid i huvudbältet som upptäcktes den 2 mars 1976 av den svenske astronomen Claes-Ingvar Lagerkvist vid Kvistabergs observatorium. Den är uppkallad efter den estnisksvenska astronomen Tarmo Oja.
Asteroiden har en diameter på ungefär 7 kilometer och den tillhör asteroidgruppen Matterania.